# Нажимов, Александр Сергеевич
Александр Сергеевич Нажимов (16 февраля 1952 — 22 июля 2022) — советский легкоатлет, специалист по метанию диска. Выступал за сборную СССР по лёгкой атлетике в 1970-х годах и 1980-х годах, чемпион Европы среди юниоров, призёр первенств всесоюзного и республиканского значения. Представлял город Челябинск и Вооружённые Силы СССР.

## Биография
Александр Нажимов родился 6 февраля 1952 года.
Занимался лёгкой атлетикой в Челябинске, выступал за Вооружённые Силы.
Впервые заявил о себе на международном уровне в сезоне 1970 года, когда вошёл в состав советской сборной и выступил на юниорском европейском первенстве в Коломбе, где с результатом 54,18 превзошёл всех соперников и завоевал золотую медаль.
В 1973 году с результатом 59,32 вошёл в число сильнейших дискоболов СССР.
В феврале 1980 года на соревнованиях в Сочи установил свой личный рекорд в метании диска — 65,24 метра.
В 1983 году выиграл бронзовую медаль на зимнем чемпионате СССР по метаниям в Адлере — метнул диск на 62,42 метра, уступив только москвичу Юрию Думчеву и одесситу Игорю Дугинцу.
В 1984 году на зимнем чемпионате СССР по метаниям в Адлере показал результат 64,16 метра, став вторым позади Юрия Думчева.
Умер 22 июля 2022 года в возрасте 70 лет.